# Route nationale 35 (France)
Pour les articles homonymes, voir Route nationale 35.
La route nationale 35, ou RN 35, était jusqu'en 2006, une route nationale française  reliant Saint-Dizier à la commune de Verdun.
Ce tracé n'a reçu le numéro 35 que récemment, dans les années 1970. En effet, autrefois (selon le tracé adopté en 1824) la route nationale 35 reliait Compiègne à Abbeville.
À la suite du déclassement de la majorité des routes nationales aux départements en janvier 2006, le tracé fut renommé RD 635 (de Saint-Dizier à Bar-le-Duc) et RD 1916 (de Bar-le-Duc à Verdun), ce dernier tronçon étant également appelé Voie Sacrée.

## Tracé actuel

### De Saint-Dizier à Bar-le-Duc (RD 635)
Le tracé correspond à une route qui n'a été classée nationale que dans les années 1930, sous le numéro 401. En janvier 2006, le tracé fut renommé RD 635.
Les communes traversées sont :
- Saint-Dizier (km 0)
- Chancenay
- Saudrupt (km 12)
- Brillon-en-Barrois (km 14)
- Bar-le-Duc (km 24)

### De Bar-le-Duc à Verdun (RD 1916): LaVoie Sacrée
Cette route, datant de la Première Guerre mondiale, a été dotée d'un statut particulier. Elle ne possédait pas de numéro avant 1978. Aujourd'hui, on peut encore rencontrer parfois des cartouches indiquant « N VS ». De 1978 à 2006, elle fut nommée RN 35, puis en janvier 2006 elle fut renommée RD 1916 (en référence à l'année).
Les communes traversées sont :
- Naives-devant-Bar
- Rumont (km 36)
- Érize-la-Brûlée
- Raival (km 40)
- Érize-la-Grande
- Érize-la-Petite
- Chaumont-sur-Aire (km 48)
- Les Trois-Domaines (km 53)
- Heippes (km 56)
- Souilly (km 61)
- Lemmes
- Verdun (km 77)

## Tracé d'origine

### De Compiègne à Amiens
Aujourd'hui ce tronçon est déclassé en D 935. Les communes traversées étaient :
- Compiègne
- Margny-lès-Compiègne
- Baugy
- Monchy-Humières
- Cuvilly
- Mortemer
- Rollot
- Assainvillers
- Montdidier
- Pierrepont-sur-Avre
- La Neuville-Sire-Bernard
- Moreuil
- Thennes
- Berteaucourt-lès-Thennes
- Boves
- Longueau
- Amiens

### D'Amiens à Abbeville
Jusqu'en 2006, ce tronçon était pour partie classé en RN 235 et en la nouvelle RN 1. En janvier 2006, la RN 235 est devenue la RD 1235 et la RN 1, la RD 1001. Les communes traversées sont :
- Dreuil-lès-Amiens
- Ailly-sur-Somme
- Breilly
- Picquigny
- La Chaussée-Tirancourt
- Belloy-sur-Somme
- Yzeux
- Flixecourt
- Mouflers
- Ailly-le-Haut-Clocher
- Bellancourt
- Abbeville